# Desastre del Cheche
El desastre del Cheche (en portuguès: Desastre do Cheche) va ser un incident durant la Guerra Colonial Portuguesa a l'actual Guinea Bissau en que gairebé cinquanta soldats portuguesos van morir el 6 de febrer 1969 al creuar la riu Corubal.

## Antecedents
Quan el brigadier António de Spínola va arribar a Guinea el 1968 com a governador i comandant en cap, va decidir evacuar les tropes portugueses a l'est del país, que era poc poblat i de cap valor estratègic. el campament de Madina do Boé era envoltat i patia constants atacs pels guerrillers del PAIGC d'Amílcar Cabral. La posició era insostenible. Va ser ocupada per forces del PAIGC el mateix dia que el portuguès el van evacuar.. La força de retrocés incloïa la Companyia 1790 de Caçadores, comandada pel capità José Aparicio, més tropes de la Companyia 2405 i la milícia guineana.
Moure les tropes, vehicles i equip durant més de 22 km per Cheché, a la riba sud del riu Corubal, era una operació difícil, però es va completar amb èxit. A la tarda del 5 de febrer de 1969, la força començar a usar dos transbordadors per travessar el riu de sud a nord. Amb repetits viatges, 100 tones d'equips i municions, 28 vehicles pesats i uns 500 homes van fer la travessia. Els transbordadors eren basses de 4 a 6 metres. Les plataformes de fusta es recolzaven en les canoes i els barrils buits dièsel, i eren tirades per un vaixell amb un motor extern.

## Incident
Per la matinada del 6 de febrer, només la rereguarda de 100 a 120 homes es va mantenir a la costa sud. Tots aquests homes eren apilats en un rai per fer l'últim creuament. Al mig del riu, la bassa apuntava cap a un costat, llançant alguns homes en l'aigua, a continuació va virar per l'altre costat, llançant més homes. La bassa era força sobrecarregada i amb el pes mal distribuït.
La inflexió podria haver estat provocada per una explosió que creà pànic. Tanmateix, un dels supervivents afirmà que no hi va haver tret, i un altre va assenyalar que les tropes estaven acostumades al foc de morter i no haurien reaccionat. Una altra possibilitat és que el vaixell tirant de la bassa va accelerar massa ràpid.
Amb botes i uniforme, carregats d'armes i municions, molts dels homes es va enfonsar immediatament. Quan la bassa va arribar a l'altra riba es van adonar de la magnitud del desastre: 47 soldats portuguesos i cinc milicians guineans de la guarnició de Madina do Boé hi van morir.

## Conseqüències
Unes dues setmanes més tard es va posar en marxa una operació amb marines i bussos de l'armada per intentar recuperar els cossos, que ja es trobaven en un avançat estat de descomposició. Molts d'ells no van ser recuperats i van rebre un enterrament militar formal al costat del riu.
Al febrer de 2010 un equip d'investigadors de la Facultat de Ciència i Tecnologia de la Universitat de Coïmbra exhumaren i van tractar d'identificar els cossos d'entre quinze i disset dels soldats que havien estat enterrats en una fossa comuna a 300 metres del riu. Els esquelets estaven en males condicions a causa dels molt alts nivells d'humitat, el que complicava la tasca de separar-los i identificar-los. L'exhumació va ser promoguda per la Liga dos Combatentes de Portugal sota un programa anomenat "Conservació de Memòries".